# Municipio de Clear Creek (condado de Sevier)
El municipio de Clear Creek (en inglés: Clear Creek Township) es un municipio ubicado en el condado de Sevier en el estado estadounidense de Arkansas. En el año 2010 tenía una población de 3460 habitantes y una densidad poblacional de 13,29 personas por km².

## Geografía
El municipio de Clear Creek se encuentra ubicado en las coordenadas 33°55′47″N 94°17′56″O / 33.92972, -94.29889. Según la Oficina del Censo de los Estados Unidos, el municipio tiene una superficie total de 260.43 km², de la cual 257.99 km² corresponden a tierra firme y (0.94%) 2.44 km² es agua.

## Demografía
Según el censo de 2010, había 3460 personas residiendo en el municipio de Clear Creek. La densidad de población era de 13,29 hab./km². De los 3460 habitantes, el municipio de Clear Creek estaba compuesto por el 77.57% blancos, el 1.73% eran afroamericanos, el 3.64% eran amerindios, el 0.14% eran asiáticos, el 0.03% eran isleños del Pacífico, el 14.31% eran de otras razas y el 2.57% pertenecían a dos o más razas. Del total de la población el 21.76% eran hispanos o latinos de cualquier raza.